# Битва при Левуніоні (1091)
Битва при Левуніоні — перша вирішальна візантійська перемога Комніновського відродження. 29 квітня 1091 р. відбито вторгнення військ печенігів об'єднаними силами Візантійської імперії під орудою Олексія І Комніна та його союзників половців.

## Історичне тло
26 серпня 1071 р. візантійська армія під орудою Романа IV Діогена була переможена турками-сельджуками у битві біля Манцикерту на сході Малої Азії. Поразка призвела до того, що імператора позбавили влади і трон обійняв слабий імператор Михайло VII, що відмовився виконувати договір, який підписав Роман IV. У відповідь турки почали переселятися в Анатолію в 1073 році, не зустрічаючи спротиву. Хаос панував, оскільки ресурси імперії були вичерпані через серію катастрофічних громадянських війн. Тисячі туркмен перейшли через незахищений кордон і оселилися в Анатолії. До 1080 р. Імперія втратила площу 78000 км². Майже неможливо переоцінити значення цих подій, оскільки протягом менш ніж одного десятиліття більше половини населення імперії було втрачено, разом з великою частиною постачання зерна. Таким чином, битва біля Манцикерту завдала найбільший удар по імперії за 700 років історії.
На тлі цих поразок і катастроф, 4 квітня 1081 р., Олексій Комнін, успішний молодий генерал, який бився проти турків з чотирнадцяти років, обійняв трон. За словами Джона Норвіча, значення піднесення Олексія полягало в тому, що «… вперше за понад півстоліття імперія перебувала в здатних руках». Олексій вирішив відновити Візантійську імперію, за будь-яку ціну. Близько 1090 або 1091 рр. емір Чака запропонував альянс із печенігами, щоб повністю зруйнувати Візантію

## Вторгнення печенігів
Навесні 1087 р. до візантійського двору дійшли новини про величезне вторгнення печенігів з північно-західного Причорномор'я; загальною кількістю 80 000 осіб. Скориставшись нестабільною ситуацією у Візантії, печенізька орда прямувала до візантійської столиці Константинополя, грабуючи північні Балкани. Вторгнення становило серйозну загрозу для імперії — через десятиріччя громадянських війн і занепаду візантійські військові не могли забезпечити імператора достатньою кількістю військ, щоб відбити печенізьке вторгнення. Олексій був змушений покладатися на власну винахідливість і дипломатичну майстерність, щоб врятувати свою імперію від знищення. Він звернувся до іншого кочового народу — половців, щоб ті приєдналися до його військ у битві з печенігами.

## Битва
Прийнявши пропозицію Олексія І про оплату золотом за допомогу проти печенігів, половці приєдналися до військ Олексія. Також на боці Візантії виступив теребовлянський князь Василько Ростиславич. Навесні 1091 року половці об'єднали війська з візантійцями, і об'єднана армія виступила проти печенігів. У понеділок, 28 квітня 1091, Олексій та його союзники досягли печенізького табору біля Левуніона неподалік річки Мариця.
На печенігів напали зненацька. У всякому разі, битва, яка відбулася наступного ранку при Левуніоні, була практично різаниною. Воїни-печеніги привезли з собою своїх жінок і дітей, проте вони були абсолютно непідготовлені до нападу і швидко здалися. Попри обіцянки Олексія I усі 30 тисяч полонених за його наказом були вбиті. Налякані розправою половці поквапилися залишити візантійські володіння.

## Значення
Битва при Левуніоні — найважливіша перемога візантійської армії за понад півстоліття. Перемога розпочинає перелом у візантійській історії; за попередні двадцять років імперія досягла найгіршого стану, битва показала світові, що нарешті імперія на шляху до відновлення. Печеніги були повністю знищені, і європейські володіння імперії тепер були у безпеці. Олексій зарекомендував себе рятівником Візантії.
У наступні роки Візантія зазнала злету, що відомий як Комнінівське відродження. Візантійська армія повернулася до Малої Азії, відвойовуючи більшу частину втраченої території, включаючи родючі прибережні регіони та деякі найважливіші міста. З відновленням твердої центральної влади імперія зазнала розквіту протягом наступного століття, а Константинополь знову став центром християнського світу. Таким чином, битва при Левуніоні в 1091 році ознаменувала початок відродження візантійської сили та впливу, яке тривало сто років, аж до загибелі Комнінівської династії наприкінці XII століття.